# París-Tours 2017
La 111.ª edición de la clásica ciclista París-Tours se celebró en Francia el 8 de octubre de 2017 sobre un recorrido de 234,5 km con inicio en la ciudad de Brou y final en la ciudad de Tours. 
La carrera hizo parte del UCI Europe Tour 2017, dentro de la categoría 1.HC.
La carrera fue ganada por el corredor italiano Matteo Trentin del equipo Quick-Step Floors, en segundo lugar Søren Kragh Andersen (Team Sunweb) y en tercer lugar Niki Terpstra (Quick-Step Floors).
Adicionalmente, también se corrió en el mismo día la París-Tours sub-23 (oficialmente París-Tours Espoirs) que es una carrera con un recorrido similar pero limitada a corredores sub-23, el ganador de esta edición fue Jasper Philipsen.

## Recorrido
La París-Tours dispuso de un recorrido total de 234,5 kilómetros iniciando desde Brou en la región de Eure-et-Loir hasta finalizar en la avenida de Grammont de la ciudad de Tours.

## Equipos participantes
Tomaron parte en la carrera 22 equipos: 9 de categoría UCI ProTeam; 10 de categoría Profesional Continental; 3 de categoría Continental. Formando así un pelotón de 172 ciclistas de los que acabaron 167. Los equipos participantes fueron:
| WorldTeams (9)- Quick-Step Floors - Lotto-Soudal - FDJ - Team Sunweb - AG2R La Mondiale - Lotto NL-Jumbo - BMC Racing Team - Katusha-Alpecin - Dimension Data Equipos continentales profesionales (10)- Wanty-Groupe Gobert - Cofidis, Solutions Crédits - Sport Vlaanderen-Baloise - Verandas Willems-Crelan - WB-Veranclassic-Aqua Protect - Roompot-Nederlandse Loterij - Delko Marseille Provence KTM - Direct Énergie - Fortuneo-Oscaro - Aqua Blue Sport Equipos continentales (3)- Roubaix Lille Métropole - HP BTP-Auber 93 - Armée de terre |
| |

## Clasificación final
- Las clasificaciones finalizaron de la siguiente forma:[5]

| \| Clasificación general \| Clasificación general \| Clasificación general \| Clasificación general \| Clasificación general \| \| Ciclista \| Ciclista \| Equipo \| Tiempo \| \| \| --------------------- \| --------------------- \| --------------------- \| --------------------- \| --------------------- \| \| 1.º \| Matteo Trentin \| Quick-Step Floors \| 5 h 22 min 51 s \| \| \| 2.º \| Søren Kragh Andersen \| Team Sunweb \| + 0 s \| \| \| 3.º \| Niki Terpstra \| Quick-Step Floors \| + 1 s \| \| \| 4.º \| André Greipel \| Lotto-Soudal \| + 7 s \| \| \| 5.º \| Maximiliano Richeze \| Quick-Step Floors \| + 7 s \| \| \| 6.º \| Oliver Naesen \| AG2R La Mondiale \| + 7 s \| \| \| 7.º \| Yves Lampaert \| Quick-Step Floors \| + 7 s \| \| \| 8.º \| Andrea Pasqualon \| Wanty-Groupe Gobert \| + 7 s \| \| \| 9.º \| Mike Teunissen \| Team Sunweb \| + 7 s \| \| \| 10.º \| Jean-Pierre Drucker \| BMC Racing Team \| + 7 s \| \| \| 11.º \| Tom Devriendt \| Wanty-Groupe Gobert \| + 7 s \| \| \| 12.º \| Lorrenzo Manzin \| FDJ \| + 7 s \| \| \| 13.º \| Amund Grøndahl Jansen \| LottoNL-Jumbo \| + 10 s \| \| \| 14.º \| Olivier Le Gac \| FDJ \| + 12 s \| \| \| 15.º \| Daniel Oss \| BMC Racing Team \| + 14 s \| \| \| 16.º \| Silvan Dillier \| BMC Racing Team \| + 22 s \| \| \| 17.º \| Jasper De Buyst \| Lotto-Soudal \| + 22 s \| \| \| 18.º \| Marc Sarreau \| FDJ \| + 28 s \| \| \| 19.º \| Dylan Groenewegen \| LottoNL-Jumbo \| + 28 s \| \| \| 20.º \| Nikolas Maes \| Lotto-Soudal \| + 28 s \| \| |                       |                     |                 |
| |                       |                     |                 |
| Fuente: ProCyclingStats |                       |                     |                 |
| Clasificación general |                       |                     |                 |
| Ciclista | Ciclista              | Equipo              | Tiempo          |
| 1.º | Matteo Trentin        | Quick-Step Floors   | 5 h 22 min 51 s |
| 2.º | Søren Kragh Andersen  | Team Sunweb         | + 0 s           |
| 3.º | Niki Terpstra         | Quick-Step Floors   | + 1 s           |
| 4.º | André Greipel         | Lotto-Soudal        | + 7 s           |
| 5.º | Maximiliano Richeze   | Quick-Step Floors   | + 7 s           |
| 6.º | Oliver Naesen         | AG2R La Mondiale    | + 7 s           |
| 7.º | Yves Lampaert         | Quick-Step Floors   | + 7 s           |
| 8.º | Andrea Pasqualon      | Wanty-Groupe Gobert | + 7 s           |
| 9.º | Mike Teunissen        | Team Sunweb         | + 7 s           |
| 10.º | Jean-Pierre Drucker   | BMC Racing Team     | + 7 s           |
| 11.º | Tom Devriendt         | Wanty-Groupe Gobert | + 7 s           |
| 12.º | Lorrenzo Manzin       | FDJ                 | + 7 s           |
| 13.º | Amund Grøndahl Jansen | LottoNL-Jumbo       | + 10 s          |
| 14.º | Olivier Le Gac        | FDJ                 | + 12 s          |
| 15.º | Daniel Oss            | BMC Racing Team     | + 14 s          |
| 16.º | Silvan Dillier        | BMC Racing Team     | + 22 s          |
| 17.º | Jasper De Buyst       | Lotto-Soudal        | + 22 s          |
| 18.º | Marc Sarreau          | FDJ                 | + 28 s          |
| 19.º | Dylan Groenewegen     | LottoNL-Jumbo       | + 28 s          |
| 20.º | Nikolas Maes          | Lotto-Soudal        | + 28 s          |

## UCI World Ranking
La París-Tours otorga puntos para el UCI Europe Tour 2017 y el UCI World Ranking, este último para corredores de los equipos en las categorías UCI ProTeam, Profesional Continental y Equipos Continentales. Las siguientes tablas son el baremo de puntuación y los corredores que obtuvieron puntos:
| Posición              | 1.ª | 2.ª | 3.ª | 4.ª | 5.ª | 6.ª | 7.ª | 8.ª | 9.ª | 10.ª |
| Clasificación general | 200 | 150 | 125 | 100 | 85  | 70  | 60  | 50  | 40  | 35   |

| 1.º  | Matteo Trentin       | Quick-Step Floors   | 200 |
| 2.º  | Søren Kragh Andersen | Sunweb              | 150 |
| 3.º  | Niki Terpstra        | Quick-Step Floors   | 125 |
| 4.º  | André Greipel        | Lotto Soudal        | 100 |
| 5.º  | Maximiliano Richeze  | Quick-Step Floors   | 85  |
| 6.º  | Oliver Naesen        | AG2R La Mondiale    | 70  |
| 7.º  | Yves Lampaert        | Quick-Step Floors   | 60  |
| 8.º  | Andrea Pasqualon     | Wanty-Groupe Gobert | 50  |
| 9.º  | Mike Teunissen       | Sunweb              | 40  |
| 10.º | Jean-Pierre Drucker  | BMC Racing          | 35  |